# 外島孝一
外島 孝一（としま こういち、1971年8月20日 - ）は、日本の俳優、スーツアクター、声優、司会者。新潟県出身。アズリードカンパニー所属。

## 略歴
劇団由、円谷プロダクション芸能部、東京俳優生活協同組合を経て、アズリードカンパニー所属。同期は俳協に所属していた佐藤アサト。
2023年から東京の野方で「噂のVoice Bar Don Don」を経営している。

## 出演

### テレビドラマ
- 素敵なあなた
- タイムスクープハンター（NHK）伊勢六郎太
- ちょっといいもの
- 堂々日本史
- ウルトラシリーズ（TBS〈『マックス』まで〉→tvk〈『ゾーン』〉→テレビ東京〈『ゼロファイト』以降〉）
  - ウルトラマンティガ（1996年）TPC隊員、『ウルトラQ』のスタッフ
  - ウルトラマンネクサス（2005年）TLT隊員
  - ウルトラマンマックス（2006年）装甲怪獣レッドキング（第36話）
  - ウルトラゾーン（2011年 - 2012年）凶悪宇宙人ザラブ星人、悪質宇宙人メフィラス星人（声も担当）
  - ウルトラゼロファイト 第二部（2012年 - 2013年）グローザ星系人・氷結のグロッケンの声
    - ウルトラマン列伝（2013年）グローザ星系人・氷結のグロッケンの声

  - ウルトラマンギンガ（2013年）警察無線の声、サーベル暴君マグマ星人（スーツアクター・声）
    - スパークドールズ劇場（2013年）誘拐怪人ケムール人（SD）の声
    - 新ウルトラマン列伝（2013年 - 2014年）誘拐怪人ケムール人（SD）の声、蛾超獣ドラゴリー（SD）の声、グローザ星系人・氷結のグロッケンの声

  - ウルトラマンX（2015年）誘拐怪人ケムール人の声
  - ウルトラマンオーブ（2016年）メトロン星人タルデの声
  - ウルトラマンジード（2017年）三面怪人ダダ（ダダ820号）の声
  - ウルトラマンR/B（2018年）三面怪人ダダの声
  - ウルトラマンZ（2020年）ナレーション、バロッサ星人の声
- ムーンスパイラル（1996年、日本テレビ）スパイラル
- サイバー美少女テロメア（1998年、テレビ朝日）
- 鬼嫁日記（2005年、フジテレビ）
- 探偵Xからの挑戦状!「記憶のアリバイ」（2009年、NHK）弁護士
- 女タクシードライバーの事件日誌5（2010年、TBS）
- 仮面ライダーオーズ/OOO（2010年、テレビ朝日）警官
- 家族法廷（2011年、BS朝日）アナウンサー
- 明日の光をつかめ2（2011年、東海テレビ）イベント司会者
- 特命戦隊ゴーバスターズ（2012年、テレビ朝日）アナウンサー
- VISION-殺しが見える女-（2012年、日本テレビ）「NEWS AROUND」アナウンサー
- 死と彼女とぼく（2012年、テレビ朝日）
- GTO完結編〜さらば鬼塚! 卒業スペシャル〜（2013年、フジテレビ）
- 内田康夫サスペンス 鬼刑事と車椅子の少女 ドクターブライダル（2013年、テレビ東京）
- ボイメン新世紀 祭戦士ワッショイダー（2018年、CBC）ナレーション

### 映画
- わが愛の譜 滝廉太郎物語（1993年）
- ウルトラシリーズ
  - ウルトラマンゼアス（1996年）ウルトラマンゼアス
  - ウルトラマンティガ・ウルトラマンダイナ&ウルトラマンガイア 超時空の大決戦（1999年）巨大顎海獣スキューラ
  - ウルトラマンティガ THE FINAL ODYSSEY（2000年）
  - 新世紀ウルトラマン伝説（2002年）キャラクター操演
  - 新世紀2003ウルトラマン伝説 THE KING'S JUBILEE（2003年）ゾフィー
  - ウルトラマンゼロ THE MOVIE 超決戦!ベリアル銀河帝国（2010年）アクションスタント
  - ウルトラマンギンガ 劇場スペシャル「スパークドールズ劇場」（2013年）誘拐怪人ケムール人（SD）の声
    - ウルトラマンギンガ 劇場スペシャル ウルトラ怪獣☆ヒーロー大乱戦!「スパークドールズ劇場」（2014年）誘拐怪人ケムール人（SD）の声

  - 劇場版 ウルトラマンギンガS 決戦!ウルトラ10勇士!!（2015年）ウルトラマンネクサスの声
- 仮面ライダー×スーパー戦隊 スーパーヒーロー大戦（2012年）

### 舞台
- 青空のむこう側
- キャプチュード 汀物語

※この両作品で、シネ・ウインド演劇賞'90新人男優賞を受賞
- ウルトラヒーローズTHELIVEアクロバトルクロニクル2015-ウルトラマンゼロの声

ウルトラマンデッカーショー(2023)
ウルトラマンゼロの声

ウルトラヒーローショー(2023)
ウルトラマンゼロの声

### ビデオ
- 行け!レインボー仮面対ホームレス怪人軍団
- 星降る夜の殺人事件
- ウルトラシリーズ
  - 平成ウルトラセブン
    - ウルトラセブン 失われた記憶（1998年）入院患者
    - ウルトラセブン 空飛ぶ大鉄塊（1999年）釣りをしていた若者
    - ウルトラセブン 模造された男（1999年）宇宙ロボット キングジョーII
    - ウルトラセブン わたしは地球人（1999年）守護神獣ザバンギ[6]

  - ウルトラマンネオス 宇宙からの暗殺獣 / 光の戦士よ永遠に（2001年）
- 魔神騎士ジャック☆ガイスト（2000年）ナレーター ※造形も担当

### テレビアニメ
- あめこん!!（店長）
- もののくま（ものリーマン）

### OVA
- 三者三葉（2016年）西川孝清

### ゲーム
- ウルトラマン Fighting Evolution Rebirth（2008年）アクター
- プリンセスメーカー（2015年）サジタリアス[7]
- グランドチェイス-次元の追跡者-（ドミトリー男爵）

### 吹き替え

#### 映画
- タイムマシンにお願い（パーティー客）

#### ドラマ
- 特捜刑事マイアミ・バイス（検事）

#### アニメ
- レゴ チーマ 〜アニマル戦士たちの伝説〜（2013年、ラグスビス王）
- レゴ ニンジャゴー〜スピン術バトルの使い手〜（2015年、フェンウィック、テレビ東京での放送）

### CM
- 電光超人グリッドマンDVD（ナレーション）
- マイティジャックDVD-BOX（ナレーション）
- 三菱電機ビルテクノサービス
- 三菱自動車 パジェロミニ

### WEB
- ウルトラマンメビウス外伝 ヒカリサーガ（2006年 - 2007年）謎の老人 / 老師の声
- ウルトラギャラクシーファイト ニュージェネレーションヒーローズ（2019年）ウルトラダークキラーの声[8]
- トライスクワッド ボイスドラマ（2019年）アウサル13世の声
- ウルトラマンの日 記念動画（2020年） ウルトラマンの声
- ウルトラマンレグロス（2023年）マグマ地獄兄妹ユラブの声[9]）

### その他コンテンツ
- ウルトラマンナイスの部屋（マグマ星人）
- ウルトラ怪獣散歩（メフィラス星人）
- スッキリ!!（ボイスオーバー）
- 総天然色ウルトラQ Blu-ray&DVD発売記念企画 全力ケムール坂「No.2020 大蔵四丁目の坂」（ナレーター）

## 司会
- 映画試写会（司会）
- 企業展示会MC（NECホルタック、東京ゲームショー コナミブース、富士ゼロックス）
- 子供ショー（司会）
- WRESTLE-1（リングアナウンサー）